# Františkánský klášter (Turnov)
Františkánský klášter v Turnově je zaniklý konvent který, existoval v letech 1651–1950. Nachází se v severovýchodní části hlavního turnovského náměstí Českého ráje. Budova v současnosti slouží potřebám pošty, která v zastřešeném rajském dvoře provozuje přepážky pro veřejnost. Budova kláštera s přilehlým kostelem sv. Františka z Assisi je chráněna jako kulturní památka.

## Historie

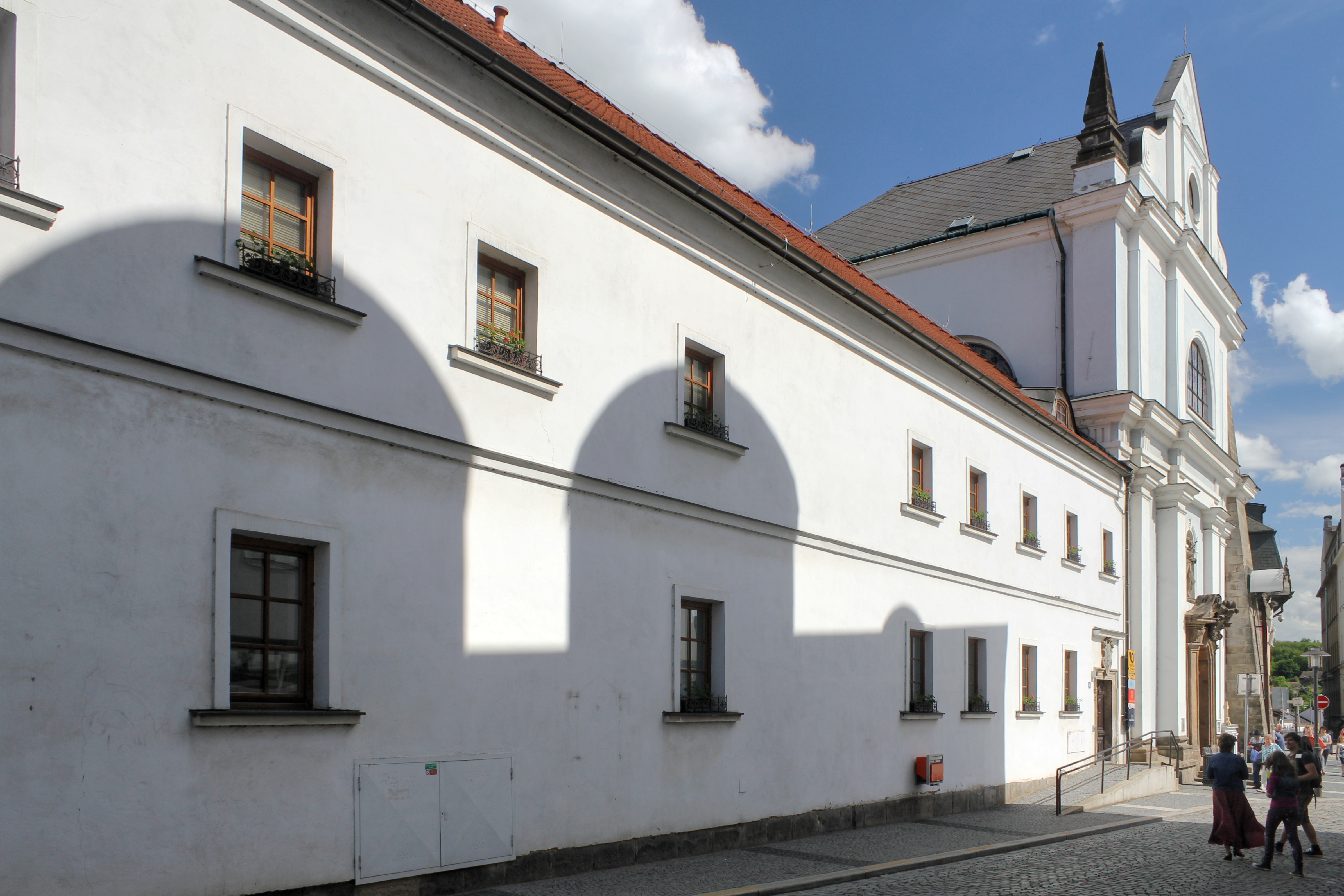
Klášter a kostel sv. Františka z Assisi

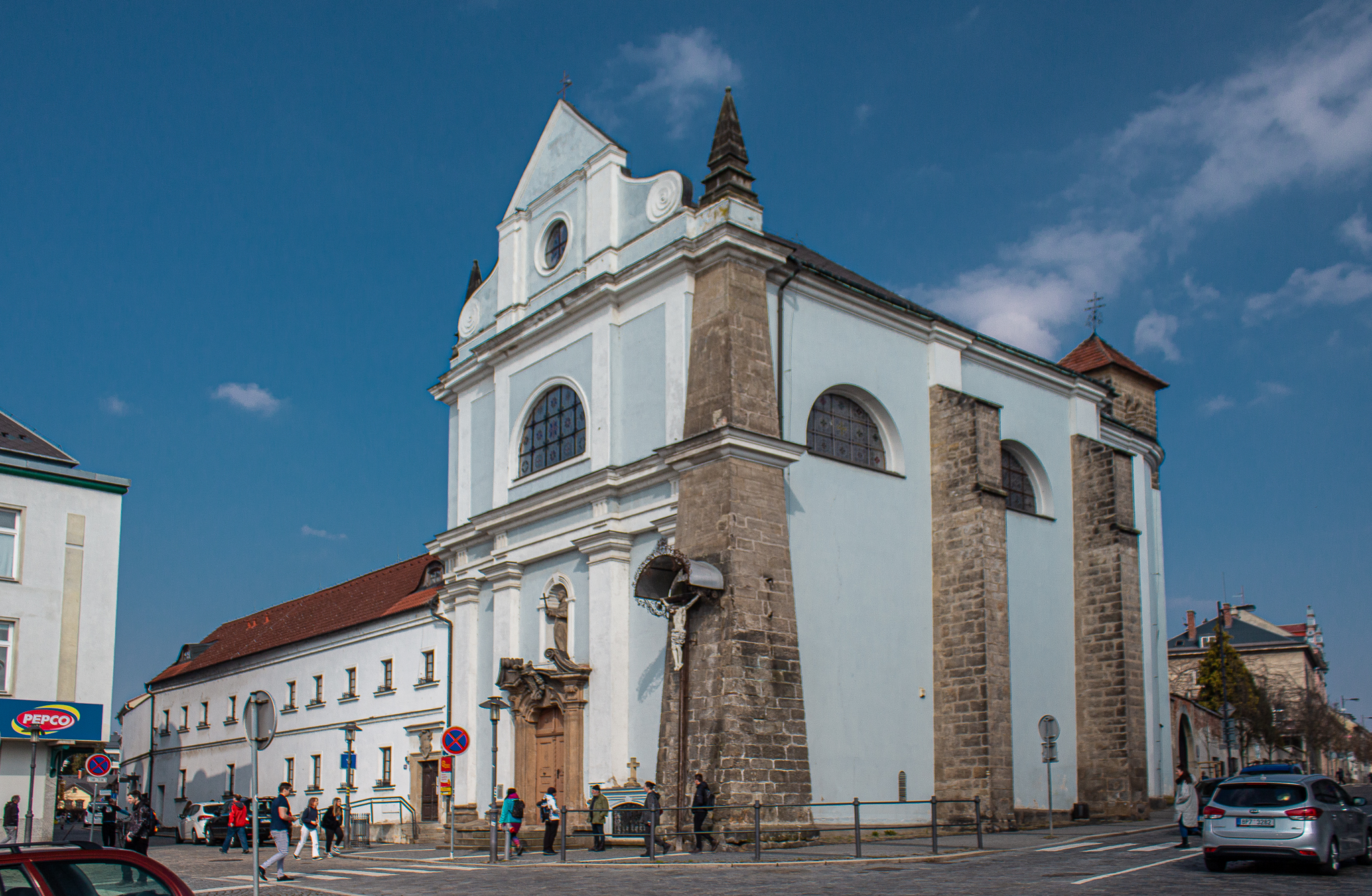
Klášterní kostel sv. Františka z Assisi

Dne 1. května 1651 založil Maxmilián z Valdštejna v Turnově františkánský klášter s kostelem sv. Františka z Assisi. Klášter byl určen pro dvanáct řeholníků a byl postaven na místě deseti starších měšťanských domů na rohu náměstí. Stavba byla ukončena roku 1654. V letech 1682–1685 bylo přistavěno v severovýchodním rohu kláštera směrem do zahrady křídlo. Roku 1707 vyhořel jak konvent, tak i kostel, ale byl brzy obnoven. Roku 1803 shořel kostel znovu a opět byl obnoven. Roku 1842 byla u východní části presbytáře vybudována nízká čtyřboká zvonice.
Zdejší františkáni měli dočasně v Turnově duchovní správu a konali v širokém okolí rozsáhlé misie. V klášteře byla velmi cenná knihovna. Jinak působili turnovští františkáni podle řádových regulí a jejich kostel sv. Františka se těšil značné oblibě a návštěvě věřících. Byli v něm vždy čeští řeholníci, i když počet byl vždy malý a na počátku 19. století to byli zpravidla dva až tři kněží a jeden až dva laičtí bratři. Komunita byla zlikvidována v roce 1950 v rámci Akce K, namířené totalitním komunistickým režimem proti klášterům.